# Shingo Nakano
Shingo Nakano (japanisch 中埜 信吾 Nakano Shingo; * 26. Dezember 2004 in der Präfektur Tokio) ist ein japanischer Fußballspieler.

## Karriere
Shingo Nakano erlernte das Fußballspielen in den Jugendmannschaften von Sporting Club Shinagawa und Setagaya United, der Schulmannschaft der Sano Nihon University Senior High School sowie in der Collegemannschaft des El Camino College im amerikanischen Los Angeles County im Bundesstaat Kalifornien. Seinen ersten Profivertrag unterschrieb er im Mai 2024 bei Albirex Niigata (Singapur). Der Verein, ein Ableger des japanischen Vereins Albirex Niigata, spielt in der ersten singapurischen Liga, der Singapore Premier League. Sein Erstligadebüt gab Shingo Nakano am 15. Juni 2024 (4. Spieltag) im Auswärtsspiel gegen die Young Lions. Bei der 3:2-Niederlage stand er in der Startelf und spielte die kompletten 90 Minuten. In seinem ersten Ligaspiel schoss er zwei Tore.